# 陳應春 (萬曆進士)
陳應春（1584年—？），字載陽，號海庚，福建泉州府晉江縣人，明朝政治人物。

## 生平
甲申四月初六日生，行二，治《易經》，由學生中式癸卯鄉試二十九名舉人，年二十六歲中式萬曆三十八年庚戌科會試八十七名，第二甲第五十五名進士。兵部觀政，授戶部河南司主事，四十年丁憂，四十四年起復原職，四十六年陞陝西司郎中，延綏管糧。天啓三年（1623年）二月升雲南按察司副使。

## 家族
曾祖陳世裕，壽官；祖陳宏銓；父陳獻淑；母黃氏。永感下。兄維垣；陳伯英（同科進士、工部主事）；振鵬（庠生）。弟蕚春；應坦（庠生）；士會（乙卯舉人）；梅𡙡；振鵠；仲升（庠生）；叔升（庠生）；廷梧；廷松；元愷（庠生）；□（偕升庠生□□□）；廷相；廷春；象春；韞春。子允焻；允煜；允煌；允燝。